# Dante Isella
Dante Isella (Varese, 11 novembre 1922 – Varese, 3 dicembre 2007) è stato un critico letterario e filologo italiano.

## Biografia
Sesto figlio di una famiglia della borghesia imprenditoriale impegnata in un’azienda di trasporti, compì gli studi superiori presso il Liceo classico Ernesto Cairoli di Varese, e frequentò poi la Facoltà di Lettere dell'Università degli Studi di Milano. Dopo l’8 settembre 1943 si rifugiò in Svizzera e a Friburgo incontrò Gianfranco Contini, ordinario di Filologia romanza presso quella Università.
Insegnò Letteratura italiana alle Università di Catania, Padova, Pavia, Zurigo e Friburgo. Direttore sin dalla fondazione nel 1962, assieme a Maria Corti, d'Arco Silvio Avalle e Cesare Segre, della rivista Strumenti critici, collaborò a Studi di filologia italiana, Studi danteschi e al Giornale storico della letteratura italiana. Fu nel comitato di direzione della rivista padovana Stilistica e metrica italiana.
La sua attenzione di critico e di filologo si rivolse in particolare alla definizione di una Linea Lombarda (I lombardi in rivolta, 1984), a partire da Carlo Maria Maggi, di cui curò l'edizione di Il teatro milanese (1964), I consigli di Meneghino (1965), le Rime milanesi (1965); attraverso Giuseppe Parini con L'officina della 'Notte' e altri studi pariniani (1968) e le edizioni critiche di Il Giorno (1969) e delle Odi (1975); la scapigliatura lombarda con La lingua e lo stile di Carlo Dossi (1958) e le edizioni delle Note azzurre (1964) e degli Amori (1977) di Carlo Dossi; Carlo Porta, di cui curò l'edizione critica delle Poesie (1955-1956); sino all'edizione delle opere complete di Carlo Emilio Gadda (1988-1994), inclusi altri autori come Francesco De Lemene, Delio Tessa, Biagio Bellotti, Eugenio Montale, Carlo Angiolini, Elio Vittorini, Alessandro Manzoni, Tonino Guerra, Beppe Fenoglio, Vittorio Sereni, Gianfranco Contini (il carteggio con Montale, Eusebio e Trabucco), Ferruccio Benzoni. 
Si ricordano tra gli altri il saggio Da Manzoni a Sereni (1994) e le edizioni commentate dei Mottetti (1988) e delle Occasioni (1996) di Eugenio Montale.
Socio corrispondente dal 16 novembre 1980, dal 23 maggio 1988 era accademico della Crusca.
Nel 1987 creò, con Giorgio Manganelli, la Fondazione Pietro Bembo, che ancora oggi pubblica una collana di classici italiani.
Vinse il Premio Imola 2005 con Vita di critico. Nel 2006 gli venne assegnato il Premio Chiara alla carriera.
Nel novembre del 2007 si rese protagonista di un esposto al Prefetto di Varese nei confronti del Comune di Casciago contro le opere pubbliche in fase di realizzazione, in particolare la nuova piazza Cavour, usando toni accesi verso l'amministrazione comunale ("geometri incolti").
Morì a Varese il 3 dicembre 2007 a 85 anni per problemi cardiaci, lasciando la figlia Silvia, anche lei filologa italianista. Riposa nel Cimitero monumentale di Giubiano.

## Opere
- La lingua e lo stile di Carlo Dossi, Milano-Napoli: Ricciardi, 1958; Milano: Officina Libraria, 2010
- L'officina della "Notte" e altri studi pariniani, Milano-Napoli: Ricciardi, 1968
- Carlo Porta, in Storia della letteratura italiana, vol. VII: L'Ottocento, Milano: Garzanti, 1969, pp. 515–60
- Ritratto dal vero di Carlo Porta, Milano: Il Saggiatore, 1973
- I lombardi in rivolta: da Carlo Maria Maggi a Carlo Emilio Gadda, Torino: Einaudi, 1984
- Le carte mescolate: esperienze di filologia d'autore, Padova: Liviana, 1987
- L'idillio di Meulan: da Manzoni a Sereni, Torino: Einaudi, 1994
- Dovuto a Montale, Milano: Archinto, 1997
- Lombardia stravagante: testi e studi dal Quattrocento al Seicento tra lettere e arti, Torino: Einaudi, 2005
- Un anno degno di essere vissuto, Milano: Adelphi, 2009
- Le carte mescolate vecchie e nuove, a cura di Silvia Isella Brusamolino, Torino: Einaudi, 2009
- La Milano dei Navigli. Una passeggiata letteraria, Milano, Officina Libraria, 2017